# Lac Capitwan
Le lac Capitwan (atikamekw: Capitwan Sakihikan) est un lac situé à La Tuque. Il est situé dans la zec Frémont.

## Toponymie
Le nom du lac a été relevé lors d'une enquête toponymique réalisée à Wemotaci en 1981. Le nom du lac provient de l'atikamekw Capitwan qui se traduit par « au travers » et qui a pour sens de « tente d’appoint sans côté ni fond ».
Le toponyme a été officialisé le 5 avril 1984 par la Commission de toponymie du Québec.